# Nikolai Matwejewitsch Goloded

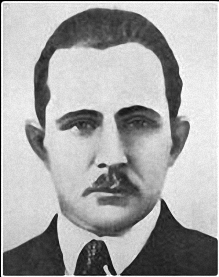
Nikolai Goloded

Nikolai Matwejewitsch Goloded (russisch Николай Матвеевич Голодед, wiss. Transliteration Nikolaj Matveevič Goloded, belarussisch Мікалай Мацвеевіч Галадзед Mikalaj Mazwejewitsch Galadsed; * 9. Maijul. / 21. Mai 1894greg. im Dorf Stary Kriwez (Старый Кривец), Gouvernement Tschernigow heute Oblast Brjansk; † 21. Juni 1937 in Minsk) war ein hoher weißrussischer Parteifunktionär und sowjetischer Staatsmann.

## Leben
Nikolai, der Sohn eines verarmten weißrussischen Bauern, verdingte sich als Knecht, arbeitete dann in einer Grube in der Nähe von Kriwoi Rog, diente von 1915 bis 1918 in der Armee des Zaren, betätigte sich ab 1917 an der russischen Südwestfront als Revolutionär, trat im März 1918 der KPR (B) bei, kämpfte ab 1919 in der Roten Armee und arbeitete 1918–1921 in Nowosybkow für die Bolschewiki. 1921–1924 war Nikolai Goloded Vorsitzender des Exekutivkomitees der KPR (B) in Gorki. (Die Stadt gehörte seinerzeit zum Gouvernement Gomel der RSFSR) und Vorsitzender der Troika zum Kampf mit dem Banditentum. Vom August 1922 bis zum Februar 1924 studierte er an der Arbeiter-Fakultät der Weißrussischen Landwirtschaftsakademie in Gorki, beendete dieses Hochschulstudium aber nicht. Ab 1924 war er Mitglied des ZK im Büro der KP Weißrusslands und nahm ab 1925 führende Positionen in Weißrussland ein (siehe unten unter Präsenz in den Gremien der Sowjetmacht).
Nikolai Goloded wurde auf den 14. bis 17. Parteitag seiner Partei delegiert und wurde auf dem 16. und 17. Parteitag (1930 und 1934) als Kandidat ins ZK gewählt.
Am 14. Juni 1937 wurde Nikolai Goloded in Moskau verhaftet und nach Minsk überstellt. Während eines Verhörs – ihm wurde Mitgliedschaft in einer trotzkistisch-nationalistischen Organisation vorgeworfen – stürzte er sich aus dem 5. Stock des NKWD Minsk.
Im Frühjahr 1956 – während Chruschtschows Tauwetter – wurde Nikolai Goloded postum rehabilitiert.

## Präsenz in den Gremien der Sowjetmacht
- 1925–1927: 2. Sekretär des ZK der KP Weißrusslands
- 7. Mai 1927 bis 25. Mai 1937: Ministerpräsident der Belorussischen SSR

## Ehrung und Gedenken
- 15. März 1935: Leninorden für langjährige volkswirtschaftliche Erfolge (Landwirtschaft und Industrie)
- In Minsk gibt es den Goloded-Prospekt sowie im Minsker Stadtbezirk Tschischowka (Чижовка)[4] seit 1967 eine Goloded-Straße. 1970 wurde in Nowosybkow eine Straße nach Goloded benannt.
- In Stary Kriwez steht das Goloded-Kulturhaus.

## Anmerkung
1. ↑  Der Roman Jahre des Terrors von Anatoli Rybakow ist eine erzählerische Auseinandersetzung mit den Stalinschen Säuberungen. Im 11. Kapitel des Romans erfährt der Leser etwas über die Vorgeschichte von Nikolai Golodeds Verhaftung. Anatoli Rybakow schreibt: „Am 7. Juli 1935 führte Stalin den Vorsitz in der Plenarsitzung der Verfassungskommission.“ (Rybakow, S. 123, 1. Z.v.o.). Der Autor gibt Stalins Gedanken während der Sitzung wieder. Stalin hält den anwesenden Goloded für „unzuverlässig“ (Rybakow, S. 129, 6. Z.v.o.) und denkt: „Alles potentiell Gefährliche muß[te] ausgerottet werden“. (Rybakow, S. 129, 17. Z.v.o.)